# Alaska.de
Pour plus de détails, voir Fiche technique et Distribution.
Alaska.de est un film allemand écrit et réalisé par Esther Gronenborn. Il est sorti en novembre 2000 au Kinofest-Lünen.

## La réalisatrice
Esther Gronenborn est née à Oldenbourg et a grandi à Stuttgart. Elle a travaillé pour le théâtre, elle est entre autres cofondatrice de Wand 5 (1985), et a tourné ses premiers films en vidéo. Elle a ensuite étudié le cinéma documentaire dès 1990. Elle a mis en scène Voices, de Sam Shepard. Puis elle a séjourné pendant quelque temps à Hong Kong puis en Angleterre, et réalise des vidéos musicales à Berlin à partir de 1997. Alaska.de est son premier long métrage pour le grand écran.

## Synopsis
Sabine, 16 ans, vient habiter chez son père. Il vit dans une cité de la banlieue berlinoise. Sabine s’habitue très vite à la solitude et à son nouvel environnement et son esprit de repartie lui vaut le respect de tous. Eddi, son camarade de classe, la présente à la bande à Micha, un jeune délinquant de 18 ans. Souvent en prison, Micha vient d’être remis en liberté provisoire, une fois de plus. Sabine rentre un jour de l’école et croise Micha qui se sauve en courant, un couteau à la main. Un peu plus loin, un garçon baigne dans son sang ; il est mort. Sabine ne parle de cette découverte à personne. Elle ne sait pas non plus qu’Eddi est également impliqué dans l’affaire. Le lendemain, à l’école, on ne parle que du jeune homme mort et du crime. La police enquête. Micha a peur que Sabine le trahisse. Il charge Eddi de la questionner pour savoir ce qu’elle a réellement vu. Eddi emmène Sabine à la maison des jeunes où ils jouent au billard. Ils se découvrent des affinités et passent beaucoup de temps ensemble. Quand il l’interroge au sujet du meurtre, elle déclare avoir vu « quelqu’un » s’enfuir en courant mais sans pouvoir le reconnaître. Eddi est rassuré. Mais Micha reste méfiant et fait pression sur Sabine...

## Récompenses
Ce film a été plusieurs fois primé : Prix bavarois du cinéma, Prix du film européen de l'année, prix du cinéma allemand, Prix de la critique cinématographique allemande. Il a été présenté à la Berlinade 2001,  au Festival de Toronto et  à San Sebastian.

## Fiche technique
- Titre français : Alaska.de
- Musique : MoserMeyerDöring
- Production : Dietmar Güntsche, Kirsten Sohrauer, Ulrich Limmer, Cooky Ziesche et Arthur Hofer
- Montage : Christian Lonk
- Costumes : Linda Harper
- Langue : allemand, anglais, français

## Distribution
- Jana Pallaske : Sabine
- Susanne Sachse : la mère
- Andi Hoppe : le père
- Frank Droese : Eddi
- Toni Blume : Micha
- Wilhelm Benner : Stefan
- Daniel Fripan : Florian
- Nele Steffen : Coco
- Andrusch Jung : Daniel
- Artur Rakk : Anton
- Mathias Frenzel : Karl
- Achmed Kersten Block : Ludger
- Axel Prahl : le policier
- Axel Werner : le laveur de carreaux